# Desmodium
Desmodium es un género de plantas con flores de la familia Fabaceae. Varias especies contienen un alcaloide en tallo y hojas llamado triptamina. Su familia es destacada por sus flores que nunca son solitarias, cuando lo parecen se trata de racimos reducidos a una sola flor. Las agrupaciones de flores o inflorescencias son variadísimas en esta familia, pero responden casi sin excepción al tipo racimoso o indefinido, de floración normalmente centrípeta. Desmodium pertenece a las inflorescencias más comunes y difundidas de la familia, que es el racimo simple. Las leguminosas poseen flores zigomorfas, es decir de simetría bilateral, en general tienen flores vistosas, con predominancia a los colores amarillo, violáceo y rojo. El tipo de flor más difundido es el de K5, C5, A5 + 5, G1, es decir, flor de tipo hermafrodita, pentámera y pentacíclica.
Desmodium pertenece a la subfamilia Papilionoidea, las mismas poseen un óvulo campilótropo, semillas con plátula encorvada y radícula en general mayor. Hilo casi siempre lateral, mayor, rafe breve, chalaza a un costado del hilo. Albumen frecuentemente ausente. Semillas más a menudo longitudinales.
Son hierbas anuales o perennes, erectas o rastreras, subarbustos o arbustos erguidos o subtrepadores, inermes; con pubescencia común o de pelitos ganchosos.
Existen aproximadamente unas 200 especies y son de área tropical. Crecen silvestres en la selva ecuatorial de América y en África.

## Descripción
Las hojas son trifoliadas, a veces uni-foliadas, sus folíolos son de borde liso, con estipelas setáceas en su inserción.Posee estípulas variadas generalmente escariosas.;
Sus flores son medianas o pequeñas en racimos, con cabezuelas o panojas.Inflorescencia en racimos o pseudoracimos, flores generalmente germinadas, 2-3 bracteadas, persistentes o caducas. Con cáliz acampanado, 5-dentado, los dos dientes superiores a menudo están semisoldados. El color de la corola puede variar desde el rosado-violáceas o blancas.Con estandarte oblongo-ovado o orbicular. Contienen diez estambres mono a di-adelfos, filamentos unidos en un tubo, cinco más largos que alternan con cinco más cortos, con el vexilar parcialmente soldado a los demás; anteras uniformes. Su ovario es lineal, no sésil, pubescente, lobulado; estilo incurvo; glabro; estigma pequeño o capitado. Lomento con artejos indehiscentes, comprimidos, pubescentes.
El fruto es un lomento dividido en 1-6 artejos comprimidos. Su forma puede ser oval, circular o semicircular. Pubescente o glabros y reticulados, uniseminados.
Sus semillas son muy comprimidas lateralmente, de sólo 1-1.5 mm de grosor; pequeñas, de color castaño oliváceo uniforme, lisas, lustrosas. Arilo muy pequeño. Carúcula ovalbífida sobre el hilo. Albumen traslúcido a veces presente, pero muy escaso.

## Distribución
El género Desmodium se distribuye en zonas tropicales del mundo, con la mayor concentración de especies en el Este de Asia, México y Brasil. En América existen dos centros de diversificación específica: México y Brasil, con algunas especies comunes. En Argentina hay especies que se distribuyen en el Noroeste y Noreste, tales como Desmodium incanum, D.affine, D.adscendens, D.uncinatum y D.tortuosum. La región más rica en representantes es el Noreste con 17 especies, entre las que se encuentran aquellas que son unifoliadas.

## Evolución, Filogenia y Taxonomía
El género pertenece a la tribu desmodieae (Benth.) Hutch, considerada evolucionada dentro de las papilionoideae. Para la clasificación en secciones se siguió el sistema propuesto por Bentham y Hooker (1852). En Argentina están representadas por cinco especies D.uncinatum, D.adscendens, D.incanum, D.subsericeum y D. affine.
El género fue descrito por Nicaise Augustin Desvaux y publicado en Journal de Botanique, Appliquée à l'Agriculture, à la Pharmacie, à la Médecine et aux Arts 1(3): 122, pl. 5, f. 15, en 1813.

#### Etimología
Desmodium: nombre genérico que deriva del griego: desmos que significa "cinta que sujeta".

## Toxicidad
Las especies del género Desmodium pueden contener derivados de la triptamina, cuya ingestión puede afectar negativamente a la salud.

## Importancia económica y cultural
Algunas especies de este género son plantas invasoras de cultivo, pero también integran pasturas naturales. Es una forrajera de muy buena calidad y la de mayor difusión en las pasturas naturales de Corrientes (Argentina). También ha sido probada como forrajera D. uncinatum pero presenta problemas de persistencia y resistencia al pisoteo y es susceptible a enfermedades como virosis.

## Enfermedades que afectan aDesmodium
Han sido detectadas seis enfermedades de importancia primaria o secundaria que afectan a las plantas Desmodium; de las mismas dos son causadas por nemátodos, una por un micoplasma y las tres restantes por hongos.

## Nombre común
Amor seco, desmodium, pega - pega.[cita requerida]

## Especies
- Desmodium adscendens
- Desmodium affine
- Desmodium barbatum (L.) Benth. - amor seco mediano de Cuba[13]
- Desmodium canadense
- Desmodium canescens (L.) DC. - amor seco chico de Cuba[13]
- Desmodium canum
- Desmodium cubense Griseb. - pegapega de Cuba[13]
- Desmodium cuneatum
- Desmodium discolor
- Desmodium elegans
- Desmodium incanum
- Desmodium infractum DC. - amor seco mediano de Cuba[13]
- Desmodium intermedium
- Desmodium leiocarpum
- Desmodium longiarticulatum
- Desmodium neomexicanum
- Desmodium molliculum
- Desmodium motorium
- Desmodium obliquum
- Desmodium ovalifolium
- Desmodium pabulare
- Desmodium pachyrrhizum
- Desmodium pendulaeflorum
- Desmodium perplexum
- Desmodium podocarpum
- Desmodium polygaloides
- Desmodium psilocarpum
- Desmodium purpureum
- Desmodium spicatum
- Desmodium subsericeum
- Desmodium tiliaefolium
- Desmodium tortuosum
- Desmodium uncinatum
- Desmodium venosum